# Mothra
Mothra (モスラ, Mosura) é uma mariposa gigante fictícia, ou kaiju, criado pelo estúdio Toho. Ela possui 25 a 180 metros de altura e pesa entre 3 000 e 20 000 toneladas em sua primeira aparição, no caso, o filme Mothra de 1961. Fez aparições recorrentes em vários filmes tokusatsu da Toho, principalmente na franquia Godzilla. Ao contrário dos outros monstros da franquia, Mothra é representada como uma figura heroica tanto em sua cultura insular, quanto no Japão e na Terra.

## Visão geral
Mothra foi retratada pela primeira vez no filme de seu nome (Mothra, a deusa selvagem) onde foi invocada pelos habitantes da ilha de "moradia" de seu ovo. Os habitantes da ilha fazem um ritual com dança e música para invocá-la. Mothra, em forma de larva, logo chega ao Japão e passa por uma dura batalha sendo aparentemente derrotada (enquanto Nelson foge de avião), quando na verdade ela parou de se movimentar por um tempo para fazer um casulo. Este foi incendiado pelo exército, mas Mothra saiu viva e adulta, agora com características de uma mariposa. Logo, Nelson é morto por policiais e as shobijin são resgatadas e levadas a um lugar aberto, onde é desenhado um símbolo parecido com uma cruz afrente de um sol, um símbolo reconhecido por Mothra que vem e leva as cosmos para a ilha de onde vieram pacificamente.

## Poderes e habilidades
Mothra tem diferentes poderes em cada "encarnação" e, como elas costumam pôr ovos, isso faz com que hajam descendentes que possam ser diferentes das mães em alguns pontos. Porém, geralmente seus poderes incluem: cuspir seda quando filhote, que pode ser usada para prender seus inimigos ou para começar a criar seu casulo; e, quando adulta, voar em altas velocidades, além de geralmente ter acesso a uma gama de poderes mágicos. Alguns exemplos desses poderes são selar seres no mar (como fez com Godzilla em Godzilla contra Mothra, de 1992), clarividência (como quando Battra previu que um meteorito iria destruir o planeta terra em 1999). Seu vôo parece abranger o fundo do mar e até mesmo permitir a Mothra viagens espaciais. Mothra também se mostrou capa de dispersar raios rosas de suas antenas, usar um pó venenoso para sua defesa e mesmo criar ventanias com suas asas poderosas. Na versão de 2019 em Godzilla II: Rei dos Monstros da Legendary, Mothra perdeu parte do aspecto divino, mas ganhou um aspecto mais animal e feroz. Ela ganhou patas afiadas capazes de perfurar e bater com força, uma grande velocidade no ar, agilidade e força para manter uma luta com Rodan. Ela mantém sua seda mesmo quando adulta, e ainda "ganhou" um ferrão capaz de ferir Rodan gravemente. Essas características foram dadas para que Mothra pudesse se defender dos outros titãs, visto que na versão da Legendary, Mothra perdeu seu aspecto mágico (embora usos de iluminação e dramatização dos atores do filme ainda deem à Mothra um "aspecto divino e piedoso").
Quase todas as Mothras foram mostradas como sendo piedosas e benevolentes, apenas lutando para cumprir um objetivo maior como salvar a Terra ou se defender de quem já a tenha atacado. Apenas uma Mothra já foi mostrada como sendo vilã: Battra, que passou a ver a humanidade como um perigo ao planeta depois dos seres humanos criarem uma máquina que controlava o clima, "ofendendo" ou "machucando" a Terra. Isso fez com que Battra não se contentasse em apenas destruir a máquina, e quis destruir os seres humanos. Por isso, Mothra e Battra travaram uma luta que terminou com Battra selada no mar. Outras situações que mostram a coragem de Mothra são as vezes em que enfrentou King Ghidorah sozinha mesmo sem ter quase nenhuma chance lógica de vitória, mas seu espancamento ou sua morte geralmente encorajam outros monstros a enfrentar Ghidorah. 